# Rostoklaty (železniční zastávka)
Rostoklaty jsou železniční zastávka ve stejnojmenné obci ve Středočeském kraji, v západní části okresu Kolín. Zastávka se nachází v km 381,516 trati Praha – Česká Třebová, jejíž úsek Praha–Kolín je v jízdním řádu pro cestující označen číslem 011.
Zastávku obsluhují osobní vlaky Českých drah, jezdící na lince S1 mezi Prahou a Kolínem.

## Popis zastávky
Zastávka se nachází v úseku mezi stanicemi Úvaly a Český Brod, spolu se zastávkou Tuklaty. Nacházejí se zde dvě nástupiště o délce 250 metrů, u každé z krajních kolejí jedno. U střední (nulté) koleje se nástupiště nenachází. Na obou nástupištích stojí zděné přístřešky. Jednotlivá nástupiště jsou spojena pomocí silničního nadjezdu, který se v zastávce nachází.
Na zastávce je od roku 2015 nainstalován informační systém INISS pouze s akustickým výstupem (informační tabule zde nejsou), ovládaný z CDP Praha.